# Lobnya

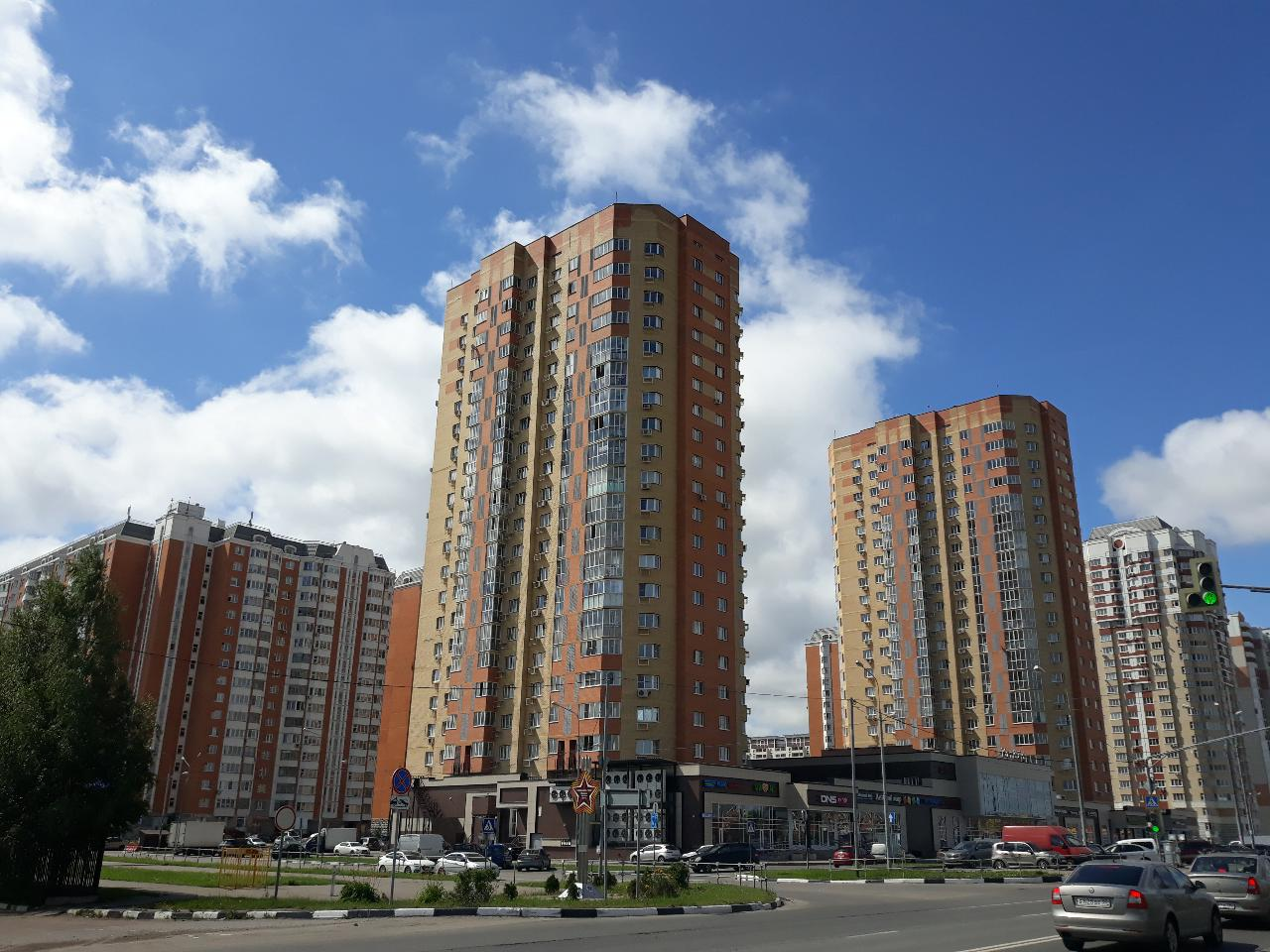
Khu dân cư Katyushki tại Lobnya

Lobnya (tiếng Nga: Лобня) là một thành phố Nga. Thành phố này thuộc chủ thể Moskva Oblast. Dân số: 74.252 (Điều tra dân số 2010); 61.567 (Điều tra dân số 2002); 60.475 (Điều tra dân số năm 1989); 30.000 (1970).

## Người nổi tiếng
- Mikhail Mishustin (s. 1966), Thủ tướng Nga